# Sherkot
Sherkot (Hindi शेरकोट) ist eine Stadt im indischen Bundesstaat Uttar Pradesh.
Die Stadt ist Teil des Distrikts Bijnor. Sherkot liegt ca. 422 km nordwestlich von Lucknow und nahe der Grenze zu Uttarakhand. Sherkot hat den Status eines Nagar Palika Parishad. Die Stadt ist in 25 Wards gegliedert. Sie hatte am Stichtag der Volkszählung 2011 62.226 Einwohner, von denen 32.369 Männer und 29.857 Frauen waren.
Sherkot wurde von Kaiser Sher Shah Suri, einem afghanischen Herrscher der Sur-Dynastie, gegründet, der von 1540 bis 1545 Nordindien regierte, nachdem er Humayun, einen Mogulkaiser, besiegt hatte.